# Alagna Valsesia
Pour les articles homonymes, voir Alagna (homonymie) et Valsesia (homonymie).
Alagna Valsesia est une commune italienne de moins de 1 000 habitants, située dans la province de Verceil, dans la région du Piémont, dans le nord-ouest de l'Italie.

## Géographie
Située à une altitude de 1 205 m juste au sud du Mont Rose, Alagna Valsesia propose de nombreuses possibilités d'alpinisme et de sports d'hiver.

## Domaine skiable
La commune est renommée en tant que spot international pour le ski hors piste. Son domaine skiable est relié au domaine de Gressoney-La-Trinité dans la vallée voisine (Vallée d'Aoste), lui donnant accès au vaste domaine de Monterosa Ski. Excentré, le domaine d'Alagna Valsesia est le plus petit des 3. Un télécabine 8-places, construit en 2000, part depuis les hauteurs du village, pour rejoindre Pianalunga (2 046 m). Une piste rouge en part et rejoint la vallée, imposant sur la fin de porter les skis quelques centaines de mètres dans le village pour rejoindre la remontée mécanique.
Depuis Pianalunga, part un lent télésiège 2-places pince fixe, ainsi qu'un récent téléphérique 100-places en direction du col des Salati (le point culminant du sous-domaine). La remontée dispose d'un arrêt intermédiaire. Il permet ainsi la jonction avec le reste du domaine relié de Monterosa Ski. Le téléphérique dessert une longue et belle piste noire de plus de 900 m de dénivelé, ainsi que de nombreuses possibilités de ski hors piste. Un téléphérique monte, sur le versant Gressoney, sur le glacier d'Indren (it) (alt. 3 260 m) et propose différentes pentes difficiles, non balisées.
Dans la vallée, le lieu-dit de Wold - situé en amont de Alagna Valsesia - accueille 1 téléski ainsi qu'un tapis roulant pour skieurs débutants.

## Histoire
Alagna Valsesia a été fondée par les Walser.

## Culture

### Sports
Le village accueille le Monte Rosa SkyMarathon, épreuve de skyrunning créée en 1992.

## Administration
| Période                                  | Période  | Identité      | Étiquette | Qualité |
| ---------------------------------------- | -------- | ------------- | --------- | ------- |
| 06/2016                                  | En cours | Roberto Veggi |           |         |
| Les données manquantes sont à compléter. |          |               |           |         |

### Hameaux
Riva Valdobbia, Dorf, Fum d'Boudma, Fum Diss, Fum Tschukke, Fun d'Rùfinu, Im Adelstodal, Im Felleretsch, Im Garrài, Im Oubre Grobe, Im Oubre Rong, Im Rong, Im Undre Grobe, Im Wold, In d'Bundu, In d'Ekku, In d'Follu, In d'Mèrlette, In d'Stütz, In d'Weng, In d'Wittine, Purratz Hus, Scarpia, Uttershus, Wittwosma, Z'am Steg, Zar Chilchu, Zar Sogu, Z'Jakmuls Hus, Z'Kantmud, Z'Pudelenn, Z'San Niklòs, Z'Yuassis Hus

### Communes limitrophes
Alto Sermenza, Campertogno, Gressoney-La-Trinité (AO), Gressoney-Saint-Jean (AO),  Macugnaga (VB), Mollia, Rassa, Zermatt (CH-VS)